# Saint Géry-Vers
Saint Géry-Vers község Franciaország Okcitánia régiójában, Lot megyében. Új községként 2017. január 1-jén jött létre Saint-Géry és Vers korábbi községek egyesítésével. Lakosainak száma 912 fő (2022. január 1.).

## Népesség
| Lakosok száma | 859  | 863  | 878  | 893  | 907  | 909  | 912  |
|               | 2015 | 2017 | 2018 | 2019 | 2020 | 2021 | 2022 |